# Hugo I de Toscana

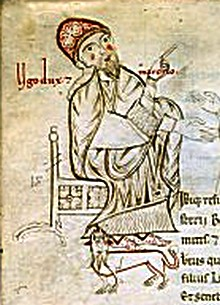
Miniatura medieval de Hugo I de Toscana

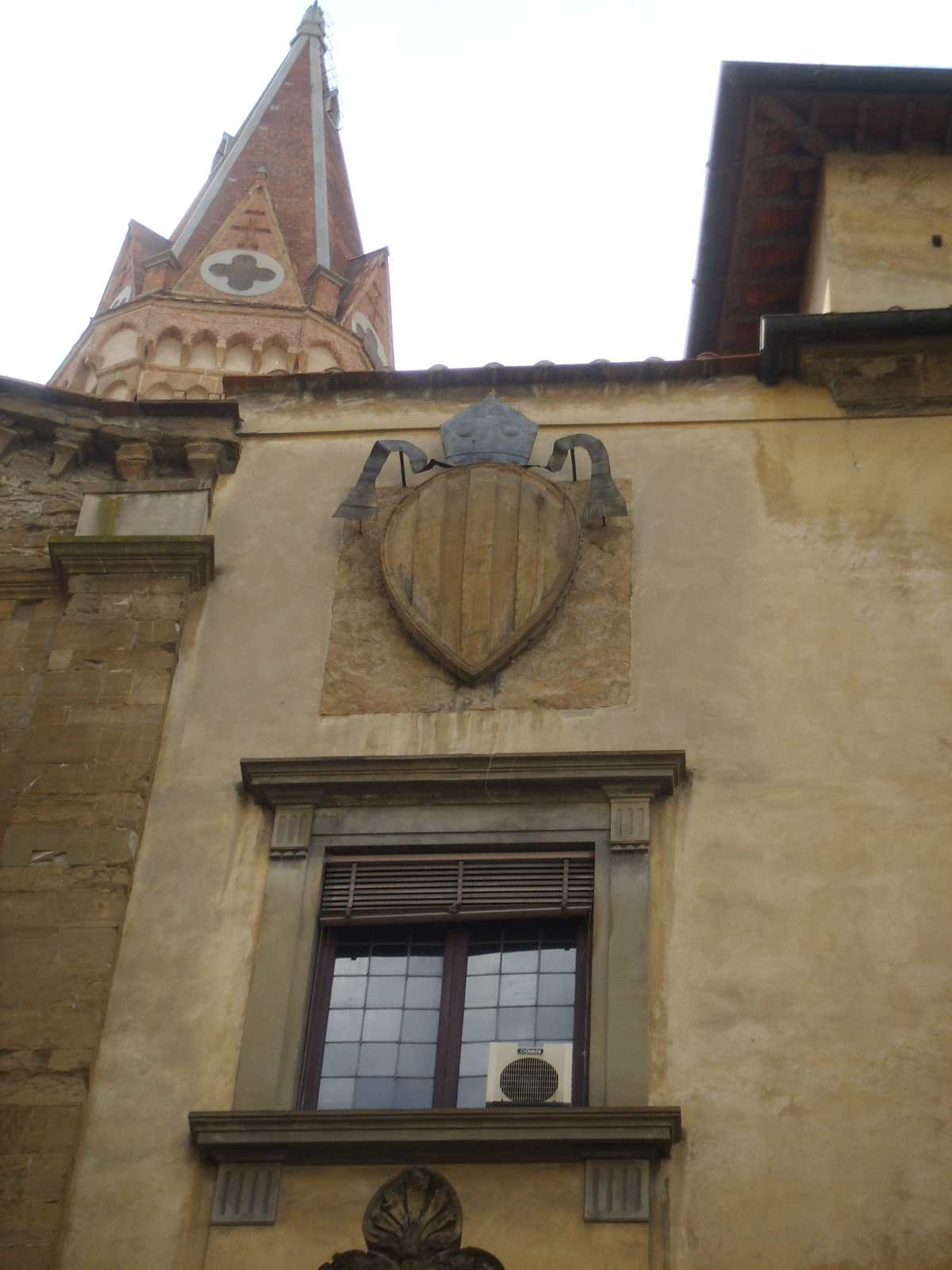
Hugo I de Toscana

Hugo el Grande (c. 953-Pistoia, 21 de diciembre de 1001) fue marqués de Toscana desde 961 hasta su muerte, y duque de Spoleto y Camerino de 989 a 996. Hijo y sucesor de Humberto de Toscana, que también fue brevemente duque de Spoleto, y de Willa, una hija de Bonifacio I de Spoleto. Hugo contrajo matrimonio con Judith y tuvo de ella una hija también llamada Willa.
Cuando en 989 añadió Spoleto a sus dominios, el emperador Otón III comenzó a temer el excesivo poder del marqués. Le desposeyó del ducado y lo concedió a Conrado de Urslingen. El 31 de julio de 1001, Otón dotó de una serie de privilegios a Ulrico Manfredo II de Turín, a petición de un Hugonis marchionis, probablemente Hugo de Toscana. 
Hugo invirtió sus últimos años en realizar diversas fundaciones religiosas. Estas donaciones fueron confirmadas por sus sucesores a través de los siglos. Murió en Pistoia y está enterrado en Florencia. Su vida está rodeada de leyendas y fue recordado por Placido Puccinelli en su Istoria delle eroiche azioni di Ugo il Grande como un príncipe noble y piadoso. Su tumba en Badia Fiorentina fue célebre como escenario de visiones místicas.